# Danube (Nueva York)
Danube es un pueblo ubicado en el condado de Herkimer en el estado estadounidense de Nueva York. En el año 2000 tenía una población de 1.098 habitantes y una densidad poblacional de 14.4 personas por km².

## Geografía
Danube se encuentra ubicado en las coordenadas 42°59′17″N 74°48′9″O / 42.98806, -74.80250.

## Demografía
Según la Oficina del Censo en 2000 los ingresos medios por hogar en la localidad eran de $31,815, y los ingresos medios por familia eran $32,500. Los hombres tenían unos ingresos medios de $28,661 frente a los $20,000 para las mujeres. La renta per cápita para la localidad era de $13,572. Alrededor del 18.4% de la población estaban por debajo del umbral de pobreza.